# Silalas
Silalas is een bestuurslaag in het regentschap Medan van de provincie Noord-Sumatra, Indonesië. Silalas telt 7022 inwoners (volkstelling 2010).